# Represión en Acindar

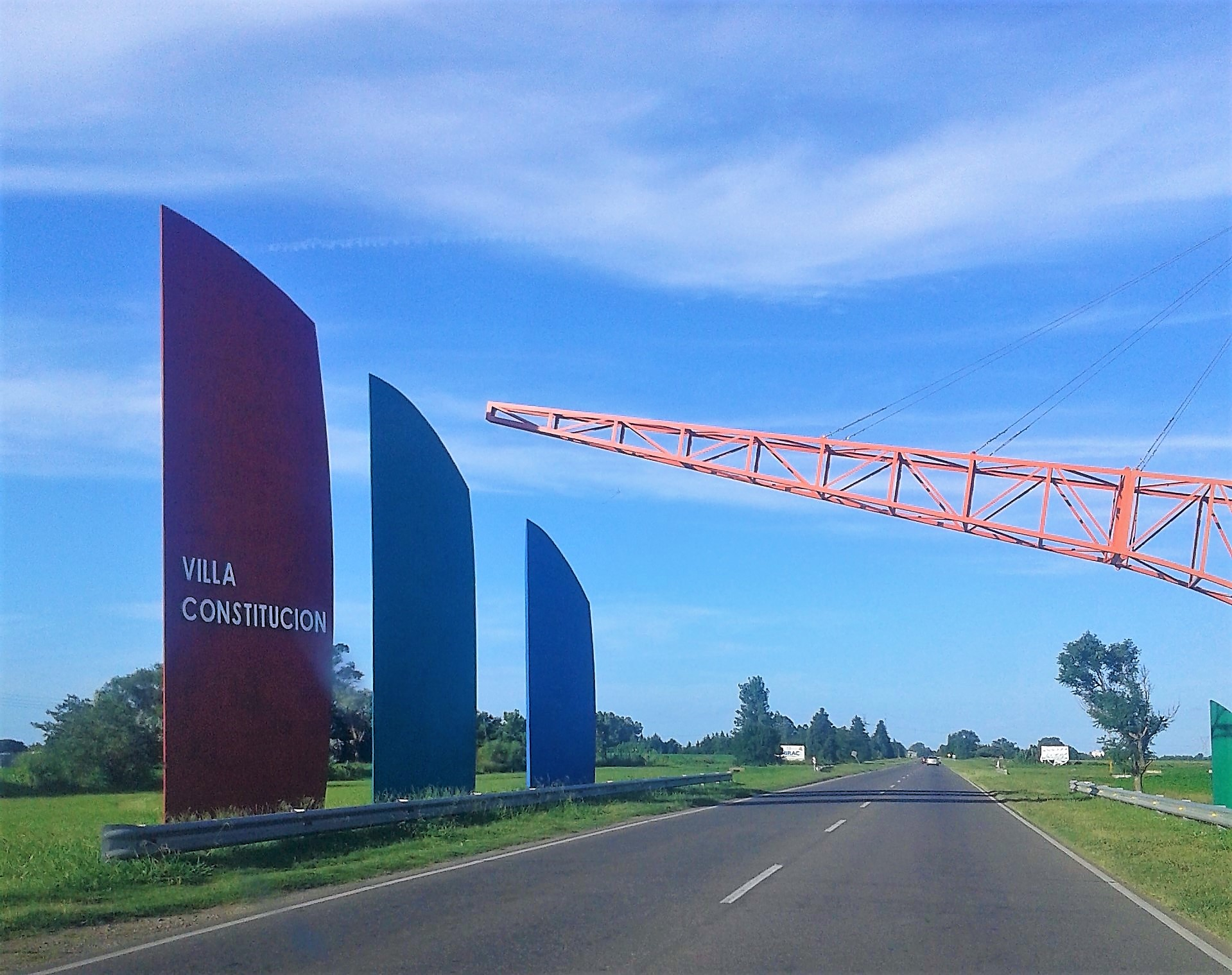
Entrada a Villa Constitución.

A partir del 29 de marzo de 1975, comenzó la represión a los obreros de Acindar, cuando la ciudad  de Villa Constitución, Provincia de Santa Fe, fue invadida por fuerzas policiales produciendo detenciones masivas y asesinatos de obreros de esa fábrica siderúrgica, con la complicidad  aparente de los directivos de la empresa.
Los sectores asalariados, especialmente delegados y dirigentes sindicales, fueron las principales víctimas de la dictadura. La Comisión Nacional sobre la Desaparición de Personas (Conadep) estimó que el 30,2% de los desaparecidos eran obreros; 17,9%, empleados; y 5,7% docentes, mediante un plan sistemático que  buscaba disciplinar al movimiento obrero.
Esta versión se fue actualizando y ahora se estima que más de la mitad de las víctimas fatales de la última dictadura cívico-militar fueron trabajadores. La represión desarrollada sobre delegados y activistas en grandes establecimientos industriales de Argentina entre 1975 y 1983 siguió un patrón común. El operativo represivo desplegado en Villa Constitución representa el  principio de un proceso que  luego del golpe cívico-militar del 24 de marzo de 1976 se hizo más sistemático y planificado.

## Breve historia de Acindar
El  contexto de restricciones para la importación de diversos productos, entre ellos acero, que ocurrió durante la Segunda Guerra Mundial, en Argentina creó las condiciones para que en el año 1942  se fundara en  Rosario, la empresa Acindar Industria Argentina de Aceros SRL,  a partir de la asociación de dos empresas constructoras  (la empresa Acevedo y Shaw y   la Compañía de Construcciones Civiles de Aguirre y Aragón). En 1951 Acindar realizó su primera ampliación, instalando en Villa Constitución la denominada “planta 2”.
Acindar y Techint evolucionaron durante el período histórico en que existió un  Estado promotor de la industrialización. En 1969 ambas empresas elaboraron un proyecto para la creación de una empresa privada que compitiera con la empresa mixta SOMISA,  bajo los argumentos de la ineficacia del Estado para garantizar el desarrollo siderúrgico. Este proceso se acentúo con el comienzo de la dictadura militar.
Villa Constitución era un pueblo agrario y de servicios, que de pronto, debido a la instalación de esa fábrica metalúrgica  se convirtió en una ciudad industrial.  Ante la falta de una planificación racional por parte del gobierno el crecimiento de la ciudad fue anárquico sin estar acompañada de obras de infraestructura fundamentales como  cloacas,  agua corriente o transporte público. En la provincia de Santa Fe existió un movimiento vecinalista de larga tradición,  que en esta ciudad adquirió mayor protagonismo, determinando  entonces que los trabajadores participaran conjuntamente en actividades de promoción y luchas sociales tanto en la fábrica, como en el barrio.

## Lucha gremial
El sindicato metalúrgico (Unión Obrera Metalúrgica),  agrupaba en ese momento entre otras plantas metalúrgicas,  a los trabajadores de las fábricas  Acindar,   Metcon (fabricante de piezas de fundición automotriz) y la laminadora Marathon. Esta última empresa  también era mayoritariamente propiedad de la familia Acevedo y la US Steel Company, al igual que Acindar. El presidente de la empresa era José Alfredo Martínez de Hoz, que luego del golpe militar pasó a ser el ministro de economía.
Existían tres corrientes sindicales combativas hacia 1970 en  las empresas sidero-metalúrgicas de la zona:  el Grupo de Obreros Combativos del Acero, el Movimiento de Recuperación Sindical y la Lista "7 de Setiembre".  Luego de que los integrantes de una agrupación anterior, el Grupo de Obreros de Acindar (GODA),  fueran dejados cesantes antes de poder participar en los comicios internos celebrados a principios de 1970, las dos primeras corrientes mencionadas se vieron obligadas a trabajar en  la semi-clandestinidad.  Estas tres corrientes, más los sobrevivientes del GODA, fue el origen de la llamada Lista Marrón.
En las elecciones para elegir delegados celebradas en 1973 triunfaron estos sectores, pero las patronales no reconocieron las comisiones electas y en el caso de la empresa Marathón despidieron a los que habían sido elegidos.

### El Villazo
El proceso de luchas sindicales continúo con tomas de fábricas y finalmente la Lista Marrón consiguió que se aceptaran a los delegados elegidos y el llamado a elecciones gremiales libres para normalizar esa seccional de la UOM. Una multitud de 12000 personas festejó esta victoria en la plaza San Martín de la ciudad. 
Esta lista, encabezada por Alberto Piccinini ganó las elecciones realizadas en noviembre de 1974, con más del 65% de los votos emitidos.

## Represión en Villa Constitución
En la madrugada del 20 de marzo de 1975, cuatro mil efectivos de fuerzas conjuntas de las policías provincial y federal, y de la prefectura naval invadieron la ciudad de Villa Constitución, trasladados en una columna de un kilómetro y medio de automóviles y camiones. También participaron de la invasión matones ligados a la Triple A (Alianza Argentina Anticomunista), como Aníbal Gordon.
El Ministro del Interior de Isabel Perón, Alberto Rocamora, lo denominó “Operativo Serpiente Roja del Paraná”, y justificó el mismo para combatir el llamado "complot de la Industria Pesada".
Ese día se produjeron unas 150 detenciones y 15 asesinatos, y un año después, luego del golpe militar de marzo de 1976, esas cifras llegaron al doble. Entre los detenidos estaban los activistas de la CGT regional y los integrantes de la comisión Directiva de la UOM, excepto Luis Segovia, que logró escaparse. También fueron detenidos dirigentes de la Unión Ferroviaria y delegados de Acindar, Marathon, Metcon. En otras localidades del cordón industrial del Paraná detuvieron a delegados de PASA, John Deere, Massey Ferguson y la metalúrgica Galizia Bargut. La causa judicial iniciada en Rosario busca identificar a las víctimas, cuyo número exacto no pudo llegar a determinarse.
Al día siguiente los obreros iniciaron una huelga de “brazos caídos” dentro de las plantas, incluida Acindar.4 
Un mes después, el 22 de abril, la represión policial impidió realizar una asamblea a unos 10.000 trabajadores con sus mujeres e hijos en la plaza central de esa ciudad. En esa jornada fue asesinado el obrero de Acindar, José García, diez personas resultaron heridas y otras cien fueron detenidas. 
En reemplazo de los dirigentes detenidos se conformó un Comité de Lucha, que  mantuvo la medida de fuerza durante 61 días, apoyado no solo por los trabajadores, sino también sus familias y los comités barriales, hasta que el 17 de mayo de 1975, una asamblea de 2.500 trabajadores aprobó unánimemente el levantamiento de la huelga.
Cuando los trabajadores volvieron a las fábricas,  los despidos alcanzaron a más de 400 activistas. Los presos de Villa Constitución fueron trasladados a diferentes cárceles del país, torturados y castigados de diferentes formas. Al ser liberados algunos se exiliaron, mientras que otros perdieron sus trabajos sin posibilidad de reemplazarlo debido a las listas negras que circulaban de empresa a empresa.
Se sabe que la fábrica Acindar cedió el llamado albergue de solteros a la policía federal para torturar obreros.

## Desaparecidos de Acindar
En una sola jornada de septiembre de 1976, que después se conoció como “La noche de los tubos”, fueron secuestradas cuatro personas: Alberto Bedia, Manuel Martínez, Raúl Aroldo Moreno y Armando Culzoni.
- Osvaldo Cesar Abbagnato Ramallo (n. 4 de marzo de 1952, Rosario, Santa Fe, secuestrado desaparecido el 1 de octubre de 1976, Villa Constitución) su cuerpo apareció 17 de noviembre de 1976, en una de las márgenes del Arroyo Pavón, Villa Constitución, era  militante de la Asociación Trabajadores del Estado (ATE) y Montoneros;[8]
- Oscar Roberto Chavez Chavez (n. 25 de mayo de 1940, secuestrado desaparecido el 7 de diciembre de 1976, La Matanza) era  delegado;[9]
- Raul Rene De Sanctis Terre "Mono" (n. 29 de julio de 1954, Concepción del Uruguay, Entre Ríos, secuestrado desaparecido el 17 de mayo de 1954, Campana) era estudiante de Humanidades de la Universidad Nacional de Rosario y  militante de Montoneros;[10] casado con Miryam Ovando Oviedo De Sanctis (n. 17 de enero de 1956, Rosario, secuestrada desaparecida el 1 de abril de 1977, San Fernando) estudiante  de Psicología de la Universidad Nacional de Rosario y militante de la Juventud Universitaria Peronista (JUP), la JTP y Montoneros, que en el momento del secuestro se encontraba embarazada de seis meses. Permaneció detenida ilegalmente en la localidad de Escobar, en un CCD dependiente de Campo de Mayo. Durante su cautiverio dio a luz una niña a la que llamó Laura Catalina. El equipo de investigación de la Asociación Abuelas de Plaza de Mayo, comenzó a trabajar el caso a partir de denuncias que daban cuenta de que una joven anotada como hija propia por un militar y podía ser hija de desaparecidos. A partir de los resultados del Banco Nacional de Datos Genéticos se confirmó  en septiembre de 2008, que la joven era la hija de Raúl y Miryam,  nacida el  el 11 de agosto de 1977, según los registros del libro de partos del Hospital Militar de Campo de Mayo;[11]
- Ruben Hector Ferraris Venturino (n. 10 de agosto de 1952, secuestrado desaparecido el 5 de febrero de 1977, Rosario)  era estudiante universitario en la Facultad Tecnológica y  militaba en Montoneros;[12]
- Alberto Mario Galimberti Vitola (n. 19 de febrero de 1950, secuestrado desaparecido el 29 de octubre de 1976, Rosario) antropólogo,  trabajaba como técnico Químico en Acindar  y militaba en Montoneros;[13]
- Raul Alberto Horton Treille (n. 11 de noviembre de 1949, secuestrado desaparecido el 27 de junio de 1976, Rosario) militaba en Montoneros;[14] su cónyuge Claudia Omar Angulo "Mary"(n. 28 de noviembre de 1955) que también militaba en Montoneros, fue asesinada en Balcarce 742, 8.º Piso, Rosario el 31 de diciembre de 1976, estando embarazada de 8 meses y medio;[15]
- Carlos Nestor Ponce Negri "Corchito" (n. 31 de agosto de 1945, secuestrado desaparecido el 7 de enero de 1977, Villa Constitución).[16]
- Carlos Alberto Farias Pita, secuestrado desaparecido el 23 de noviembre de 1977 en Zárate, era delegado gremial en Villaber,[17] y tuvo activa participación en el proceso de recuperación del sindicato;
- En marzo de 1975 Zenón Sánchez tenía 25 años, hacía siete meses que se había casado. Vivía en Villa Constitución y era militante de la Lista Marrón de la Unión Obrera Metalúrgica (UOM). El 20 de marzo de ese año se registraron centenares de detenciones ilegales que siguieron por varias semanas. Entre esos detenidos estaba Gladys, la esposa de Zenon, que permanece desaparecida.[18]

## Asesinados en Acindar
- Miguel Angel Lobotti,  fue asesinado por la Triple A el 10 de abril de 1975, en Villa Diego;[19]
- Rodolfo Angel Mancini, trabajador de Metcon de 24 años, fue secuestrado el 30 de abril de 1975, apareció al día siguiente  acribillado a balazos y quemado en el interior de su auto, en Sarandí, provincia de Buenos Aires;
- José García Cariaga (n. 15 de noviembre de 1933) asesinado el 22 de mayo de 1975 en Santa Fe,[20]
- Jorge Chaparro,  colectivero de Acindar,  no tenía militancia política o gremial pero era solidario con la lucha de los trabajadores de la zona;[21]
- Juan Carlos Ponce de León canillita y el portuario Adelaido Viribay  fueron asesinados en una peña desvinculada del conflicto, donde estaban reunidos junto a otros trabajadores y vecinos para  comer y cantar.  Durante los años siguientes, la Policía exigía un permiso especial para realizar cumpleaños y otros eventos familiares.

- Nadia Doria Pagnanni (n. 13 de junio de 1944, Italia) asesinada en Rosario, en las calles Cafferata y Ayolas (actualmente llamada calle Uruguay)  el 23 de enero de 1977. Estudiaba psicología en  la Universidad Nacional de Rosario y militaba en la Organización Comunista Poder Obrero (OCPO);  en ese entonces era la pareja del dirigente metalúrgico encarcelado Alberto Piccinini y fue asesinada junto a cinco compañeros militantes de la Corriente Universitaria por la Revolución Socialista (CURS), expresión de la organización política Poder Obrero, en lo que se conoció como la Masacre de Ayolas y Cafferata;[22][23]
- Carlos Echmson,  asesinado en Santa fe el 7 de enero de 1976, a los 28 años de edad;[24]
- Los obreros y vecinos de la Villa,  Pedro Reche Antonio, Jorge Raúl Andino y Carlos Tomson, participantes del intento de recuperación del sindicato, también fueron secuestrados. La semana siguiente, sus cuerpos aparecieron acribillados en un terreno;
- Pedro Antonio Reche Martínez (n. 2 de enero de 1929) obrero en Acindar fue asesinado el 7 de enero de 1976 en Villa Constitución;[25]
- Jorge Raul Andino Ojeda (n. 15 de junio de 1947, secuestrado desaparecido el 7 de enero de 1976, Rosario), era operario en Acindar, Villa Constitución y militaba en la UOM;[26] posteriormente fue asesinado;
- Carlos Antonio Tonzo Sulpo (n. 6 de marzo de 1951) obrero en Acindar fue asesinado el 8 de enero de 1976 en Villa Constitución;[27]
- Juan Alberto Tumbetta Álvarez (n. 27 de diciembre de 1949)  militante del Partido Revolucionario de los Trabajadores - Ejército Revolucionario del Pueblo (PRT-ERP) fue asesinado el 2 de agosto de 1976 en Rosario;[28]
- Juan Carlos Salinas (n.  15 de diciembre de 1949, Villa Constitución) casado con Liliana Hernández, con quien tuvo una hija. Habitaban una vivienda ubicada en calle General Mosconi 839, Barrio San Lorenzo. Empezó su militancia cuando comenzaron los conflictos gremiales en Villa Constitución, trabajaba en un taller contratista y fue elegido delegado. Fue secuestrado el 13 de diciembre de 1975, cuando salió de su casa hacia la de su madre. Al día siguiente, les dijeron a los familiares que tenían que ir a reconocerlo a la morgue de San Nicolás y que había muerto en un enfrentamiento junto con dos personas más. En la identificación del cadáver de Juan Carlos los familiares observaron diversas lesiones, como manos y pies quemados, las piernas quebradas, el cuerpo acribillado a balazos, sobre todo la zona del estómago y además tenía un disparo en la cabeza.[29] Junto a Salinas aparecieron  Domingo Liberato Salinas, de 18 años y
- Oscar Raul Ojeda Funes (n. 14 de mayo de 1955).[30]

Concepción De Grandis, Carlos Ruescas y Julio Palacios fueron secuestrados por un grupo de tareas el 17 de octubre de 1975.
- Concepción De Grandis, abogada oriunda de Río Negro, había brindado asesoramiento legal a los trabajadores de Acindar, al mismo tiempo que defendía a los presos sindicales y políticos luego de la represión del 20 de marzo;[31]
- Carlos Ruescas, era pastor de la Iglesia Evangélica. Había acompañado la huelga que siguió a la invasión de marzo del 75; sumándose también a las tareas de solidaridad con los presos y la resistencia fabril y barrial;[31]
- Julio Palacios, trabajador portuario,  es secuestrado también ese día, junto a De Grandis y Ruescas.[31]

El domingo 19 de octubre los diarios regionales publicaban la noticia de la identificación de sus cadáveres  en jurisdicción del distrito Villa Amelia, en un paraje semidesértico.

## La complicidad empresarial
La participación de la empresa en este proceso se dio de varias formas.
Los efectivos policiales y parapoliciales instalaron  un cuartel en el denominado “albergue de solteros”, ubicado dentro del predio de Acindar.  Este cuartel era utilizado como centro clandestino de detención (CCD) donde se hacían los interrogatorios por parte de la Policía Federal. Acindar se convirtió en una especie de fortaleza militar con cercos de alambres de púas.
La existencia de un CCD en el interior del predio de la fábrica fue confirmada no solo por testimonios de vecinos y víctimas, sino también por las propias fuerzas de seguridad implicadas en la represión, como lo admitiera Carlos Rampoldi, comisario inspector, en agosto de 1984 al declarar ante la CONADEP.
El fiscal general Adolfo Villatte  en marzo de 2017 sintetizó la complicidad de Acindar  a través de la disposición de lugares para la utilización, el alojamiento y vivienda de las fuerzas represivas; el aporte de vehículos y  la reparación y cuidado de los pertenecientes a Policía Federal ( la mayoría de ellos eran los célebres Ford Falcon sin patente); el pago de sobresueldos al personal de las fuerzas represivas; la facilitación del ingreso a la fábrica de los integrantes de los grupos de tareas para el secuestro de obreros; permitir el acceso de esos mismos grupos con personas secuestradas a efectos de requisar sus casilleros personales;brindar información que resultó primordial a la hora de identificar a las víctimas para privarlas de su libertad y la elaboración de listados de las personas a detener.
En 1976, José Alfredo Martínez de Hoz pasó de ser presidente de Acindar a ocupar el cargo de Ministro de Economía de la Nación a partir del golpe cívico militar, posición desde la que se encargó de otorgar innumerables beneficios a su empresa, como la transferencia de su deuda privada al estado, y de grandes transferencias de recursos que aseguraron su expansión como grupo económico.

## Causas judiciales
Existen dos causas sobre Acindar, una radicada en Buenos Aires y la otra en Rosario. Ambas investigan la responsabilidad del directorio en el operativo del 20 de marzo de 1975 de Villa Constitución.
La causa de Buenos Aires está impulsada por la Liga Argentina por los Derechos del Hombre, quien pidió la imputación para cuatro referentes de la empresa, que siguen con vida:  Alcides López Aufranc, presidente de Acindar desde mayo de 1976 cuando reemplazó a Martínez de Hoz en el directorio;  Pedro Aznares, ex subgerente de Relaciones Industriales; Roberto Pellegrini, jefe de personal, y de Raúl Ranure, señalado como oficial de inteligencia y uno de los principales represores de la ciudad, que participaba de los operativos nocturnos tripulando un Ford Falcon rural, celeste metalizado sin patente, que le había otorgado Acindar.
Cuando el juez federal  Norberto Oyarbide se disponía a indagar y procesar a la expresidenta Isabel Martínez y un grupo de militares y exdirectivos de la empresa Acindar por la represión de marzo de 1975, el juez de Rosario Marcelo Bailaque pidió que la investigación pasara al fuero santafesino planteando la incompetencia de Oyarbide para investigar los delitos de lesa humanidad contra trabajadores metalúrgicos alegando que se cometieron en Santa Fe y solo él podía investigarlos.
En 2014, la historiadora Victoria Basualdo, declaró como testigo de contexto en la causa que investiga la Justicia Federal de Rosario.
La causa judicial que investiga esos delitos de lesa humanidad en Rosario intenta avanzar con un pedido de indagatoria para los responsables de los homicidios, desapariciones y torturas ocurridos en ese marco y demostrar la responsabilidad de la patronal en estos delitos.
Entre las indagatorias pedidas se solicitó que se cite a declarar a personal de distintas fuerzas de seguridad, entre ellos del Destacamento de Inteligencia 121, miembros del Servicio de Informaciones,  Gendarmería Nacional, Prefectura Naval Argentina, y miembros de la Guardia Rural Los Pumas.
En la presentación de 430 carillas, formulada ante el Juzgado Federal de Rosario, el fiscal detalló los casos de 77 víctimas que fueron allanadas ilegalmente, secuestradas, torturadas y, en algunos casos, asesinadas, además de despojadas de bienes. Todas eran trabajadores y/o dirigentes gremiales metalúrgicos que habían logrado importantes reivindicaciones laborales. También fueron víctimas las abogadas de la comisión interna de la empresa Acindar. El fiscal señaló que el número de víctimas podrá crecer con el avance de la investigación. Villate señaló que todos aquellos delitos ocurrieron en el marco de una asociación ilícita y los encuadró en las categorías internacionales de crímenes de lesa humanidad y de genocidio.
Este juicio es considerado emblemático,

porque en realidad así como los trabajadores de Villa Constitución en los 70 eran exponentes de un proceso de movilización, estos mismos trabajadores que hoy impulsan este juicio van a empezar a hacer visibles muchas historias que no conocemos, nos van a permitir escuchar voces, trayectorias, recorridos, itinerarios, que no vemos o que cuando los vemos no los reconocemos como tales.
Victoria Basualdo